# 三上陽永
三上 陽永（みかみ ようえい、1983年6月12日 - ）は、日本の俳優。青森県出身。

## 経歴
青森県立青森高等学校、東京経済大学コミュニケーション学部卒業。中学・高校の教員免許を持つ。
役者、演出・脚本も手がける。サードステージ『虚構の劇団』所属。
『ぽこぽこクラブ』主宰 。
Eテレ「できた できた できた」体操の先生。
かつてはお笑い芸人を目指したほど、ずばぬけて明るく楽天的な性格で、瞬時に場を盛り上げることができる。
ハイテンション、熱血的、突進型で、時に太鼓持ち的な軽さを併せ持つキャラクターでストーリーを盛り上げる役所は正に「はまり役」。
一方で、高校時代に剣道部で培った体力と根性で、心の奥に熱い思いを秘め、真っすぐな思いを表現する役も熱演する。
『WINDS OF GOD』で演じた出撃前の特攻隊員役や、『母の桜が散った夜』で素直に母親と向き合えない息子の役では、静の中に秘めた強くて熱い、
ピュアな思いを表現した演技が評価された。
また子供向けの番組「できた できた できた」では体操の先生を爽やかな熱血キャラでこなすなど、多ジャンルで活躍し、常に演技の幅を広げている。

## プロフィール
- 出身地：青森県青森市
- 血液型:AB型
- 身長：173cm
- 足のサイズ：27cm
- 特技：剣道3段、ピアノ、絵画

## 出演

### 舞台

#### 出演
- 虚構の劇団 旗揚げ準備公演『監視カメラが忘れたアリア』（作・演出：鴻上尚史、2007年11月、中野ザポケット）
- 虚構の劇団 一人芝居プロジェクト『バニッシュ!!』（作・演出：三上陽永/監修：鴻上尚史、2008年1月、新宿 Space 雑遊）
- 虚構の劇団 旗揚げ公演『グローブ・ジャングル』（作・演出：鴻上尚史、2008年5月、池袋 シアターグリーンBIG TREE THEATER）
- 『舞台版ドラえもん のび太とアニマル惑星（プラネット）』（原作：藤子・F・不二雄/脚本・演出：鴻上尚史、2008年7月 - 9月、東京芸術劇場中ホール 他）
- 復刻・萩ガラス長州幕末座談会『萩硝子物語』（原作：新井総/脚本・演出：小沢道成・三上陽永、2008年10月、三軒茶屋カフェ・マメヒコ）
- 虚構の劇団 第2回公演『リアリティ・ショウ』（作・演出：鴻上尚史、2008年12月、新宿　紀伊国屋ホール）
- 『THE WINDS OF GOD 〜零のかなたへ』（原作・脚本・演出：今井雅之、2009年3月、調布市せんがわ劇場）
- 虚構の劇団 第3回公演『ハッシャ・バイ』（作・演出：鴻上尚史、2009年8月、座・高円寺１）
- 『THE WINDS OF GOD 〜零のかなたへ』（原作・脚本・演出：今井雅之、2009年10月、調布市せんがわ劇場）
- 復刻・萩ガラス長州幕末座談会『萩硝子物語』（脚本・演出：小沢道成・三上陽永、2009年11月、三軒茶屋）
- パン・プランニング『丹波屋＜喧嘩＞物語』（脚本・演出：是枝正彦、2009年12月、シアター1010）
- 虚構の劇団 第4回公演『監視カメラが忘れたアリア』（作・演出:鴻上尚史、2010年2月、座・高円寺1）
- “STRAYDOG”Produce『母の桜が散った夜』（作・演出：森岡利行、2010年4月、赤坂ACT THEATER）
- 虚構の劇団 「一人芝居&自主企画発表会」『死に際の生え際』（作・演出：山﨑雄介、2010年5月新宿シアター・ミラクル）
- ひょっとこ乱舞『ブリキの町で彼女は海を見つけられたか』（作・演出：広田淳一、2010年6月、吉祥寺シアター）
- 虚構の劇団 第5回公演『エゴ・サーチ』（作・演出：鴻上尚史、2010年9月、紀伊國屋ホール）
- 劇団EXILE『ろくでなしBLUES』（原作：森田まさのり/脚本：丑尾健太郎/演出：茅野イサム、2010年12月、銀河劇場）
- 虚構の劇団 第6回公演『アンダー・ザ・ロウズ』（作・演出：鴻上尚史、2011年4月、座・高円寺1）
- 渡辺源四郎商店工藤支店Vol.3『桃色淑女』（演出：工藤千夏、2011年6月、青森&東京公演）
- 虚構の劇団 第7回公演『天使は瞳を閉じて』（作・演出：鴻上尚史、2011年8月、シアターグリーンBIG TREE THEATER）
- 虚構の劇団 自主企画発表会『83年会』『ある男のことば』（目黒ウッディーシアター）
- 第三舞台 封印解除&解散公演『深呼吸する惑星』（作・演出：鴻上尚史、2011年11月 - 2012年1月、紀伊國屋ホール 他）
- 【[虚構の旅団 番外公演】虚構の旅団vol.1『夜の森』（作・演出：木野花、2012年4月、シアターモリエール）
- KOKAMI@network vol.11『リンダ リンダ』（作・演出：鴻上尚史、2012年6月 - 8月、サザンシアター 他、大阪/福岡公演）
- 虚構の劇団 「一人芝居&自主企画発表会」『抜け抜け尻小玉』（2012年8月、新宿シアター・ミラクル）
- 虚構の劇団 第8回公演『イントレランスの祭』（作・演出：鴻上尚史、2012年10月、シアターサンモール/ABCホール）
- KOKAMI@network vol.12『キフシャム国の冒険』（作・演出：鴻上尚史、2013年5月 - 6月、紀伊國屋ホール 他、福岡/大阪公演）
- ぽこぽこクラブvol.0　オムニバス『ビューティフル』『ムシのイドコロ』『未定』（作・演出・出演：三上陽永、2013年8月、新宿サニーサイドシアター）
- 虚構の劇団 第9回公演『エゴ・サーチ』（作・演出：鴻上尚史、2013年10月、あうるすぽっと/HEP HALL）
- ぽこぽこクラブ vol.1『泡の国』（作：渡辺芳博・演出：三上陽永、2013年12月、明石スタジオ）
- M2プロデュース vol.0 『BOND BOND BOND!』（作・演出：三上陽永・望月柊成・江頭美智留、2014年2月、北池袋 新生館シアター）
- 虚構の劇団 第10回公演『グローブ・ジャングル』（作・演出：鴻上尚史、2014年4月、座・高円寺1）
- 『ビー・ヒア・ナウ』（作：鴻上尚史/演出：深作健太、2014年7月、シアターグリーン BIG TREE THEATER）
- 結月えり誕生日当日主催ライブ『結月えりの半分はネタでできています vol.6』（作：山本夢人、2014年8月）
- トライヲンズ『六悪党』（作：鐘下辰男/演出：山崎雄介/演出監修：千葉哲也、2014年10月、下高井戸HTS）
- 虚構の劇団 『一人芝居&自主企画発表会2014』「空白のふたり」（作：杉浦一輝/演出：杉浦一輝、三上陽永、2014年10月、新宿シアターミラクル）
- フェスティバル / トーキョー14 渡辺源四郎商店『さらば!原子力ロボむつ　～愛・戦士編～』（作・演出：畑澤聖悟、2014年11月、にしすがも創造舎）
- 100点un・チョイス!『とけないまま、とけていく』（作：舛方一真（エレファンツ）/演出：相馬あこ、2015年1月、中目黒キンケロシアター）
- ぽこぽこクラブvol.2『世界と戦う準備はできてるか?』（脚本：杉浦一輝/脚色・演出：三上陽永、2015年3月、阿佐ヶ谷アルシェ）
  - 杉並演劇祭 審査員特別賞受賞
- 『滝口炎上』（脚本：毛利亘宏/演出：板垣恭一、2015年5月、明治座）
- 虚構の劇団 第11回公演『ホーボーズ・ソング HOBO'S SONG 〜スナフキンの手紙Neo〜』（作・演出：鴻上尚史、2015年8月 - 9月、東京芸術劇場シアターウエスト 他）
- ぽこぽこクラブ特別公演『ぽこフェス年末総納め〜2016年ぽこぽこクラブは何処へ行く〜』（「神さまお願い」作：三上陽永/総合演出：三上陽永、2015年12月、新宿サニーサイドシアター）
- 虚構の劇団 番外公演 虚構の旅団vol.3『青春の門〜放浪篇〜』（演出：千葉哲也/脚本：鐘下辰男/原作：五木寛之、2016年2月、新宿 SPACE 雑遊）
- KOKAMI@nwtwork vol.14『イントレランスの祭』（作・演出：鴻上尚史、2016年4月 - 5月、全労済ホール スペース・ゼロ 他、大阪/東京凱旋公演）
- AUBE GIRL'S STAGE 第1回公演『光射す場所へ歩く君たちへ』 （作：山本夢人/演出：三上陽永、2016年6月8日 - 12日、テアトルBONBON）
- 虚構の劇団 第12回公演『天使は瞳を閉じて』（作・演出：鴻上尚史、2016年8月 - 9月、座・高円寺1 他）
- ぽこぽこクラブvol.3『あいつをクビにするか』 （作：ぽこぽこクラブ/演出：三上陽永、2016年10月26日 - 30日、花まる学習会王子小劇場）
- 『パタリロ! スターダスト計画』 （脚本：池田テツヒロ/演出：小林顕作、2016年12月、紀伊國屋ホール） - 魔夜メンズ 役
- トライヲンズ 第2回公演『とても精鋭な男たち』 (作・演出監修：福田転球/演出：トライヲンズ、2017年1月、上野ストアハウス)
- ぽこぽこクラブ『ぽこフェス2017』 (総合演出:三上陽永、2017年5月 - 6月、高井戸HTS)
- ぽこぽこクラブ『ゲシュタルト崩壊』 (作：渡辺芳博/演出：三上陽永、2017年10月、上野ストアハウス)
- Moratorium Pants『君が決めてよ明日のことは』(作: 永妻優一/構成・演出・振付：橋本昭博、2017年10月11日 - 11月8日、ARTON 他）
- 虚構の劇団 第13回公演『もうひとつの地球の歩き方〜How to walk on another Earth.〜』（作・演出：鴻上尚史、2018年1月19日 - 28日、座・高円寺1 他）
- 『舞台「パタリロ！」★スターダスト計画★』 （脚本：池田テツヒロ/演出：小林顕作、2018年3月15日 - 25日、天王洲 銀河劇場 他） - 魔夜メンズ 役
- HitoYasuMivol.8『漂流』 （作・演出：大村仁望、2018年3月28日、八幡山ワーサルシアター）
- 『ピアノのある街』（脚本・演出：野依健吾、2018年7月19日 - 22日、ラゾーナ川崎プラザソル）
- ぽこぽこクラブ『暴発寸前のジャスティス』（作：杉浦一輝/演出：三上陽永、2018年9月12日 - 16日、上野ストアハウス）
- 虚構の劇団 第14回公演『ピルグリム2019』（作・演出：鴻上尚史、2019年2月22日 - 3月10日、シアターサンモール 他）
- ぽこぽこクラブ『＼コントだヨ!／全員集合その1』（2019年5月23日 - 26日、下北沢亭）
- 中村雅俊45thアニバーサリー公演第一部『勝小吉伝～ああ、わが人生最良の今日』(2019年7月6日 - 31日、明治座）[2]
- ぽこぽこクラブvol.6『光垂れーる』（脚本・演出：三上陽永、2019年11月10日、内子座・11月29日 - 12月8日、阿佐ヶ谷アルシェ）
  - 若手演出コンクール2019 優秀賞受賞
- ぽこぽこクラブvol.7『SHELTER』（脚本：杉浦一輝/演出：三上陽永、2020年11月5日 - 15日、オメガ東京）
- ぽこぽこ早春公演『見てないで降りてこいよ』（脚本・演出：三上陽永、2021年3月10日 - 14日、オメガ東京）
  - 若手演出コンクール2020 最優秀賞受賞
  - 杉並演劇祭 杉並演劇大賞受賞
- ぽこぽこクラブvol.8『光垂れーる』（脚本・演出：三上陽永、2022年3月3日 - 6日、紀伊國屋ホール）[3]
- 渡辺源四郎商店第36回公演『親の顔が見たい』（作・演出：畑澤聖悟、2022年5月2日 - 6日、ザ・スズナリ）
- 流山児★事務所『夢・桃中軒牛右衛門の』（作：宮本研/脚色：詩森ろば/演出：流山児祥、2022年8月10日 - 17日[注釈 1]、小劇場B1）
  - 流山児★事務所『夢・桃中軒牛右衛門の』（作：宮本研/脚色：詩森ろば/演出：流山児祥、2023年12月10日、荒尾総合文化センター / 12月17日 - 24日、下北沢駅前劇場）[4]
- 虚構の劇団 第15回公演（解散公演[注釈 2]）『日本人のへそ』（作：井上ひさし/演出：鴻上尚史、2022年10月21日 - 30日、座・高円寺1・11月4日 - 6日、近鉄アート館・12日 - 13日、あかがねミュージアムあかがね座・12月1日 - 11日、東京芸術劇場シアターウエスト）
- 流山児★事務所『キムンウタリOKINAWA1945』（作・演出：詩森ろば、2023年4月6日[注釈 3] - 22日、ザ・スズナリ）[5]
- ぽこぽこクラブ10周年記念公演『あいつをクビにするか 改訂版』（脚本：三上陽永/演出：千葉哲也、2023年8月17日 - 27日、新宿シアタートップス）[6]
- 渡辺源四郎商店第39回公演『法螺貝吹いたら川を渡れ』（作・演出：畑澤聖悟、2024年5月3日 - 6日、ザ・スズナリ / 5月26日 - 29日、渡辺源四郎商店しんまち本店2階稽古場）[7]
- 日本の演劇人を育てるプロジェクト 新進演劇人育成公演 劇作家部門『流れる血、あたたかく』（作：三上陽永/演出：日澤雄介、2024年9月11日 - 23日、space早稲田）[8]
- ぽこぽこクラブpresents 山﨑薫の歌と朗読の会『恋するりんご、海を渡る』（作・演出：三上陽永、2025年2月8日・9日、東京音楽堂 PIANO HALL）[9]

#### 演出
- 『血は立ったまま眠っている』（作・寺山修司、2023年2月1日 - 12日、Space早稲田）[10]
- Room NO.925『ジャニス』（作・堤泰之、2025年8月20日 - 24日〈予定〉、博品館劇場）[11]

### TV
- 「NEXT」（2009年6月、関西テレビ）
- 「シャキーン!」（NHK Eテレ）
- ドキュメンタリードラマ「似顔絵捜査官001号」（2012年3月、NHK BSプレミアム）
- 「僕にはまだ友達がいない」、「山手線の女」、「ちいさいぜ!ちょこやまくん」（NHK）
- 「80年後のKENJI（仮題）」第四回「月夜のでんしんばしら」（2013年2月、NHK BSプレミアム） - 声の出演
- 「できた できた できた」（NHK Eテレ） - 健康からだ編：運動塾の先生 役（2012年 - レギュラー出演）
- 「ちいさいぜ!ちょこやまくん」新作スペシャル（2015年3月、NHK Eテレ）
- 土曜連続ドラマ「夢を与える」 第1話（2015年5月、WOWOW）
- 水曜ミステリー9「無敵の法律相談所　弁護の鉄人　橘明日香」（2015年6月、テレビ東京）
- 「偉人たちの健康診断 平賀源内」（2018年8月、NHK BSプレミアム）

#### TVCM
- あみだ池大黒 大阪もちまろ菓（2023年3月17日 - ）
  - 「よう選んだ」篇
  - 「顔つき」篇
  - 「お味は？」篇
  - 「こだわり」篇
- タイミー「タイミーチャンス！」篇（2023年3月23日 - ）

### 映画
- 「エリマキ男とボク少女」（2017年12月27日リリース）
- 「劇場版パタリロ!」（2019年6月28日公開）- マヤメンズ 役

### ラジオ
- 「夢ラジオ」（青森ラジオ）
- FMシアター「祖父と手紙と僕と」（2012年4月、NHK-FM）
- 「オールナイトニッポン劇場」青春編（2018年7月5日 -、 ニッポン放送）
- 「Not Far_もしも都市が話せたら 〜 Tくん、バシ先輩、野村さんの場合」（2021年6月3日、anchor.fm）演出・出演、Tくん 役

## 受賞歴
- 日本演出家協会若手演出家コンクール2019優秀賞
- 日本演出家協会若手演出家コンクール2020最優秀賞
- 第8回東奥文化選奨（2022年度）[12]